# 1945-ös budai kitörési kísérlet

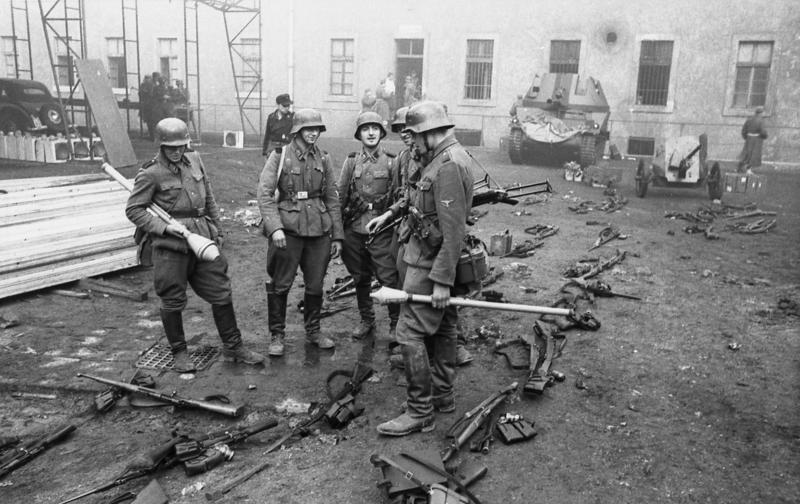

Az 1945-ös budai kitörési kísérlet a budapesti csatában a Budai várnegyedben körülzárt német–magyar csapatok összehangolt nyugati irányú támadása volt az összefüggő német arcvonal elérésére.

## Előkészületek
Német részről három időpontra is tervet készítettek (1944. december 24–26., 1945. január 1. és január 3.). Hitler, mint a német véderő főparancsnoka ezeket nem engedélyezte, s végül február 11-ére dolgoztak ki egy megkésett, a korábbi lehetőségekhez képest kétes értékű tervet. A terv kidolgozásakor a korábbi terveken kívül figyelembe vették azokat az útvonalakat is, amelyeken keresztül a német sorok mögé szivárgó szovjet katonák saját vonalaikhoz tértek vissza. Február 10-én átküldött magyaroktól, illetve az Ördög-árkon kiküldött német felderítőktől próbáltak a lehetőségekről tájékozódni. Február 11-én 15 órakor ismertette a tervet a IX. SS hegyi hadtestparancsnokság a német csapatok parancsnokaival, amely szerint csak azok a katonák vegyenek részt a kitörési kísérletben, akik egy éjszakai, 24 km-es, folyamatos harc közbeni gyalogmenetet meg tudnak tenni. A kitörés 20 órakor kezdődik, két fő irányban és három hullámban, a Városmajor úttól a Mechwart térig, a Krisztina körút és Margit körúti vonal áttörésével.
Az 1. hullám teljes szélességben és bal oldalbiztosításban a 8. SS lovashadosztály, jobb oldalbiztosító és 3. hullámban mint utóvéd a 22. SS lovashadosztály, 2. hullámban, a 2. német páncéloshadosztály közepétől jobbra a Feldherrnhalle (FHH) hadosztály, középen a 271. német népi hadosztály, mögöttük a 12. légvédelmi ezred és a Luftwaffe földi és légi személyzete. A még átjárható három utcán 1 darab Hetzer páncélvadász, 1 darab StuG IV rohamlöveg és 1 darab PzKpfw IV harckocsi segítette a kitörést. A 8. SS lovasezred középen indult. Mindhárom hullámban egy-egy 7,5 cm-es löveggel felszerelt féllánctalpas páncélgépkocsi (Sd.Kfz. 251/9), a 13. páncéloshadosztálynál egy 8 cm-es gránátvetővel felszerelt féllánctalpas (Sd.Kfz. 250/7) volt, továbbá összesen tíz Volkswagen 166 úszó gépkocsi (Schwimmwagen), a parancsnokságoknak és a tábori csendőr forgalomirányítóknak egy-egy BMW futár-motorkerékpárjuk volt. Az összes többi járművet meg kellett semmisíteni egy, még február 10-én kelt parancs szerint.
A magyar és a nyilas csapatok parancsnokságát csak 18 órakor tájékoztatták a kialakult helyzetről, illetve a kitörés megindulásáról. Az összes olyan magyar katonát, akit korábban a német haderő kiválasztott, a kitörés második hullámába osztották be, támogatásul két könnyű harckocsit vihettek magukkal. A németek már jóval a kitörés kezdete előtt kerestek olyan magyar katonákat, akik korábban a Buda környéki erdőkben teljesítettek szolgálatot, s így alapos helyismerettel rendelkeztek. Őket az átlagban 30 fős német csapatok mellé kísérőül osztották be. A kitörés utáni gyülekezőként a Nagykovácsi és Solymár közti területet  határozták meg olyanképp, hogy ott döntenek az áttörési irányról (Szomor, Máriahalom vagy Pilisszentkereszt).
A bekerített budai várban összesen 28 000 német, 30 000 magyar és körülbelül 3000 nyilas volt, február 11-ig 5000 német elesett és 9000 német megsebesült. A kitörésben 14 000 német, 2000 magyar (jó részük még a beépített részeken visszamaradt) és 2500 nyilas, illetve civil vett részt. Egyes szerzők tévesen 40.000 kitörőről, illetve 20.000 elesettről írnak, ez azonban nem összeegyeztethető a kitörésben részt vevők számával, ami ennél alacsonyabb volt.

## A kitörés

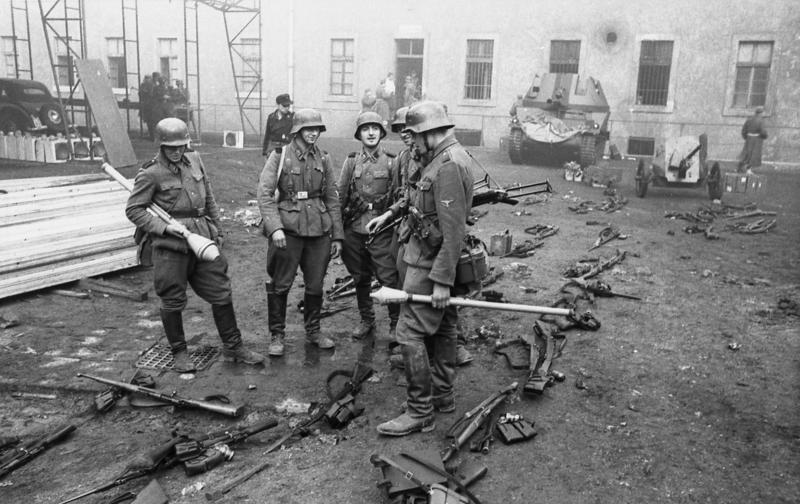

A kitörést egy szovjet egyenruhába öltözött, oroszul, lengyelül vagy ukránul jól beszélő csoporttal indították meg, amely a műveletben a korábban beszivárgott szovjet harcfelderítők visszatéréskor használt jelszórendszerét alkalmazva a frontot sikeresen megnyitotta. Az első szovjet felfogó állásrendszer a Kis-Sváb-hegy – János Kórház – Rókus-hegy – Margit híd budai vonalán volt, s 21 óra után erős tüzérségi és aknavetőtüzet nyitott a kitörés fő irányára, az Olasz fasorra (ma Szilágyi Erzsébet fasor). A tűz 22-23 óra közt érte el csúcspontját. Mivel erre az időre a német főerők eljutottak az Isten-hegyre, a Zugligetbe, valamint a Hármashatár-hegyre, a szovjet védelmi vonalat a Sváb-hegy teteje – Normafa – János-hegy – Solymár – Pilisborosjenő vonalra vonták vissza, és február 12-én támadást intéztek a kitörésben eddig jutottakra. Február 13-án kora reggelig elérték az eredeti frontvonalat, majd megkezdték a még ellenálló német gócpontok felszámolását. A Nagykovácsi-erdőben lévő Remete-hegyen 3800 fő, a Hármashatár-hegyen és a Szarvas-hegyen szintén igen sok kitörő gyűlt össze. Ezekből körülbelül 5000 fő támadta a Tinnye – Budajenő – Biatorbágy vonalat, közülük Zsámbék és Tinnye közt 3000 fő esett el. A 96. német gyaloghadosztály vonalán, főleg Anyácsapuszta–Szomor térségében 785 fő jutott át, ebből február 12-13-án 27 fő, február 14-én kora hajnalban 650 fő (egyharmada a Feldherrnhalle hadosztályból), a további 3 napban 109 fő. A teljes létszámból 109 fő volt a Waffen-SS tagja.
A Hármashatár-hegy felől a Pilisborosjenő – Csobánka felé kitörők megközelítették Pilisszentkeresztet, de valamennyien elestek. A Piliscsaba – Piliscsév felé kitörők egy, körülbelül 35 fős csoportja a Kesztölctől délnyugatra fekvő nádasig jutott, és körülbelül 1 km-re a külső vonal előtt vesztette életét. A kísérő járművek közül 5 VW-166, 1 Sd.Kfz 251/9, 1 Sd.Kfz. 250/7 és egy magyar Toldi harckocsi kijutott Budapestről, ám a külső frontvonalat egyik sem érte el. A magyar kitörők közül 11 egyenruhás (köztük három egyetemista és egy csendőr), 25 nyilas és 44 polgári személy jutott ki.
A német és a magyar főparancsnokság a fedett Ördög-árok Horváth-kertben lévő szolgálati nyílásán át 500 fővel (amelyből 150 fő Dörner német rendőrezredes csoportja) a Szépilona kocsiszín felé indult, mélyen a szovjet vonalak mögé, hogy a kitörést onnan vezesse tovább. A Feldherrnhalle hadosztály harccsoportja azonban túl korán érkezve a kijelölt gyülekezőhelyre, az első hullámban tört ki, így helyébe a 271. német népi hadosztály harccsoportja lépett. A két parancsnokságot magába foglaló csoport az Ördög-árokból való feljövetelkor fogságba esett. Karl Pfeffer-Wildenbruch SS-Obergruppenführer, a Budapest Erőd (Festung Budapest), illetve Hindy Iván vezérezredes, az I. magyar hadtest parancsnoka a Budakeszi úton, illetve a Horváth-kertben adta meg magát. Kíséretükből néhány katona a csatornákon át visszament, s a belső utcákban esett fogságba.